# Drobné kiksy nad komiksy
Drobné kiksy nad komiksy (v anglickém originále Three Men and a Comic Book) jsou 21. díl 2. řady (celkem 34.) amerického animovaného seriálu Simpsonovi. Scénář napsal Jeff Martin a díl režíroval Wes Archer. V USA měl premiéru dne 9. května 1991 na stanici Fox Broadcasting Company a v Česku byl poprvé vysílán 22. října 1993 na stanici ČT1.

## Děj
Když se Bart účastní komiksového srazu v převleku za své superhrdinské alter ego Bartmana, uvidí v Komiksákově obchodě první vydání Radioaktivního muže za 100 dolarů. Protože nemá dost peněz, aby si ho koupil, rozhodne se najít si práci. Vykonává proto namáhavou práci pro paní Glickovou, která mu za jeho těžkou práci dává pouhých padesát centů. 
Když Bart uvidí Milhouse a Martina v obchodě Komiksáka, přesvědčí je, aby se spojili a komiks si zakoupili společně. Protože ani jeden z nich není ochoten komiks spustit z očí, stráví spolu noc v Bartově domku na stromě. Jsou čím dál paranoidnější a Bart nabývá přesvědčení, že se proti němu Martin a Milhouse spikli, když se blíží bouřka. 
Jakmile Martin uprostřed noci vstane na záchod, Bart si myslí, že má v plánu komiks ukrást, a Martina sváže. Milhouse se snaží upozornit Marge, že se Bart zbláznil, ale Bart si myslí, že se snaží získat komiks, a pustí se do něj. Milhouse přepadne přes okraj domku na stromě, ale Bart ho nejistě zachytí za rukáv. Když se komiksu zmocní vichřice, je Bart nucen rozhodnout se mezi jeho uchopením a záchranou Milhouse. Poté, co Bart vytáhne Milhouse do bezpečí, komiks vyletí na zem, kde ho roztrhá Spasitel a zasáhne blesk. Druhý den ráno všichni tři chlapci přemýšlejí o tom, jak jejich neschopnost podělit se o komiks vedla k jeho zničení, zatímco si pták vystýlá hnízdo útržkem z jeho poslední stránky.

## Produkce
Epizodu napsal Jeff Martin a režíroval ji Wes Archer. Postavy, které se v tomto dílu objevují poprvé, jsou Komiksák, paní Glicková, Radioaktivní muž, Fallout Boy a Bartman. 
Ačkoli mnoho návrhů uvádí, že Komiksák byl inspirován tvůrcem seriálu Mattem Groeningem, Komiksák byl částečně inspirován prodavačem v losangeleském knihkupectví Amok, který podle scenáristy Simpsonových George Meyera seděl „často na vysoké stoličce, tak trochu panoval nad obchodem s tím svým povýšeneckým postojem a jedl za pultem velkou polystyrenovou nádobu plnou smažených škeblí se spoustou tatarské omáčky“. Matt Groening k tomu poznamenal: „Ani nevíte, kolikrát za mnou lidé přišli a řekli mi: ‚Vím, podle koho jsi udělal toho komiksového chlápka. Je to ten chlápek s komiksy, co bydlí hned vedle.‘. A já jim musím říct: ‚Ne, je to každý chlápek z obchodu s komiksy v Americe.‘.“. Dabér Hank Azaria založil hlas Komiksáka na studentovi, který bydlel ve vedlejším pokoji na vysoké škole. Podle scenáristy Simpsonových Mikea Reisse se scenáristé dohodli na pojmenování jeho obchodu „The Android's Dungeon and Baseball Card Shop“ po nočním psaní, protože si mysleli, že po této epizodě to neuvidí.
Paní Glicková byla založena na staré paní, pro kterou Martin a jeho bratr v dětství dělali domácí práce. Martin říkal, že museli „trhat plevel, až jim z rukou tekla krev“, a přesto dostali za několik hodin práce zaplaceno jen dva čtvrťáky. Hlas paní Glickové v epizodě propůjčila americká herečka Cloris Leachmanová.
V epizodě se objevuje parodie na seriál The Wonder Years, v níž se Bart dívá do dálky poté, co si uvědomí, že si musí najít svou první práci, a je slyšet starší verze Bartova hlasu, který říká: „V tu chvíli jsem si to neuvědomil, ale kousek mého dětství mi navždy utekl.“. Jako hlas dospělého Barta hostoval Daniel Stern, stejně jako v případě hlasu dospělé postavy Kevina v televizním seriálu The Wonder Years (v době vzniku této epizody se také objevil s Yeardley Smithovou ve filmu Dobrodruzi z velkoměsta). Reiss uvedl, že se Sternem byla „radost“ pracovat a nahrání jeho replik mu zabralo jen několik minut. Sternův mladší bratr David M. Stern pracoval jako scenárista jak na Simpsonových, tak na The Wonder Years, takže pomohl scenáristům správně zvolit idiomy a znění parodie.

## Kulturní odkazy
Na začátku epizody Líza prozradí, že sbírá komiksy Casper the Friendly Ghost a Richie Rich, a Homer se zmíní o Wonder Woman. Původ Radioaktivního muže je téměř totožný s postavou Hulka z Marvel Comics, protože každý z nich získal superschopnosti díky absorbování obrovského množství gama záření během experimentu. Varování vedoucího srazu, aby se neptal na smrt herce Radioaktivního muže Dirka Richtera, je odkazem na záhadnou smrt herce Supermana George Reevese, ačkoli by také mohl být odkazem na nevyřešenou vraždu Boba Cranea z roku 1978.
Když Bart požádá Homera o peníze na koupi komiksu, Homer odpoví: „Sto babek? Za komiks?! Kdo to nakreslil, Micha-ma-langelo?“. Jedná se o narážku na italského malíře a sochaře Michelangela, jehož jméno Homer nedokáže vyslovit. Bartův vnitřní monolog ve scéně v bistru je parodií na vyprávění v komediálně-dramatickém seriálu o dospívání The Wonder Years a namluvil ho herec z The Wonder Years Daniel Stern. 
Milhouse jde zpočátku do obchodu s komiksy, aby si koupil kartičku Topps bývalého hráče Boston Red Sox Carla Yastrzemského z roku 1973, „když měl ještě velké kotlety“. Reklama na cigarety Laramie s názvem Radioaktivní muž je převzatou ukázkou toho, jak postavičky z Flintstoneových vystupovaly v šedesátých letech v reklamách na cigarety Winston. Když Bart prosí paní Glickovou, aby mu na poraněnou ruku neaplikovala jód, chytne ho za ruku a scéna se přesune na jejich siluety, zatímco Bart křičí, což odráží scénu z filmu Jih proti Severu z roku 1939. Obviňování a podezírání, které mezi chlapci roste, je podobné zápletce filmu Poklad na Sierra Madre.
Když Martin při pádu v domku na stromě vydává kvílivé zvuky, Bart ho nazve „prasátkem“ a vyhrožuje mu, že mu nacpe do pusy jablko, což připomíná podobný citát z knihy Williama Goldinga Pán much (1954). Bart se snaží zachránit Milhouse před pádem z domku na stromě, což je odkaz na scénu z filmu Alfreda Hitchcocka z roku 1942 Sabotér. Název epizody je odkazem na komedii Tři muži a nemluvně z roku 1987, v níž se tři muži musí delikátně postarat o dítě.

## Přijetí
V původním vysílání skončil díl v týdnu od 6. do 12. května 1991 na dvacátém třetím místě v žebříčku sledovanosti s ratingem 12,9, což odpovídá dvanácti milionům domácností. Epizoda byla v tomto týdnu nejlépe hodnoceným pořadem na stanici Fox. Bylo to poprvé, kdy Simpsonovi ve sledovanosti porazili The Cosby Show.
Po odvysílání epizoda získala od televizních kritiků převážně pozitivní hodnocení. Colin Jacobson z DVD Movie Guide ji pochválil za využití nových postav a poznamenal, že „ze všech dílů druhé řady zaměřených na Barta pouze Ďábelský Bart nabízí konkurenci Kiksům jako nejlepší z celé skupiny. Je to těžké rozhodování, ale já beru Kiksy. V tomto díle se snoubí obratný satirický tón seriálu s výjimečným vývojem postav. Zdá se, že Bart obzvlášť silně roste, a jeho psychologické zhroucení ve třetím dějství je k popukání.“
Drobné kiksy nad komiksy byly serverem IGN označeny za nejlepší díl řady. Autoři knihy I Can't Believe It's a Bigger and Better Updated Unofficial Simpsons Guide, Warren Martyn a Adrian Wood, poznamenali, že pokud nemáte „letmý přehled o komiksech a chování jejich kupců, některé vtipy vás minou“. Doug Pratt, recenzent DVD a přispěvatel časopisu Rolling Stone, kritizoval díl za to, že není dostatečně inspirativní, a dodal, že parodie na The Wonder Years „se zdá být zbytečná“. Díl je nejoblíbenější epizodou Bryce Wilsona ze Cinema Blend, jenž jej pochválil za kulturní odkazy a označil je za „opravdové veledílo“.
Michael Roberds ze Surrey Now pochválil parodii na Poklad na Sierra Madre a řekl, že je to „jedna z těch chytřejších filmových parodií ukrytých v typické simpsonovské zápletce“. Colin Kennedy z Empire označil parodii na Poklad na Sierra Madre za devátou nejlepší filmovou parodii seriálu a komentoval ji slovy, že „Bart se mění v dokonalého Bogarta – sešlý, paranoidní a nevyspalý. S osvětlením a úhly kamery napůl vzdálenými od Hustona je tento neocenitelný gag radostně nadhazován 90 procentům diváků.“ Nathan Ditum z Total Filmu označil odkaz na epizodu Sabotér za 25. nejlepší filmovou referenci v historii seriálu.